# Eldhose Paul
Eldhose Paul (* 7. November 1996 in Ernakulam, Kerala) ist ein indischer Leichtathlet, der sich auf den Dreisprung spezialisiert hat. 2022 gewann er bei den Commonwealth Games in Birmingham die Goldmedaille.

## Sportliche Laufbahn
Erste internationale Erfahrungen sammelte Eldhose Paul im Jahr 2022, als er bei den Weltmeisterschaften in Eugene das Finale erreichte und dort mit einer Weite von 16,79 m den neunten Platz belegte. Anschließend siegte er bei den Commonwealth Games in Birmingham mit 17,03 m. Im Jahr darauf schied er bei den Weltmeisterschaften in Budapest mit 15,59 m in der Qualifikationsrunde aus.
2021 wurde Paul indischer Meister im Dreisprung. 2022 wurde er für seinen Sieg bei den Commonwealth Games mit dem Arjuna Award geehrt.

## Persönliche Bestleistungen
- Dreisprung: 16,99 m (+0,6 m/s), 21. Mai 2022 in Bhubaneshwar